# Новое Брянцево
Новое Брянцево — пригородная деревня в Калининском районе Тверской области. Относится к Черногубовскому сельскому поселению.
Расположена к северо-западу от Твери, сразу за городской чертой. В деревне — платформа Брянцево на участке Тверь — Лихославль главного хода Октябрьской железной дороги. К северо-востоку — деревня Сакулино, к юго-западу (за железной дорогой) деревня Старое Брянцево, к северо-западу — с/т «Первомайский сад», к юго-востоку — промзона на территории Заволжского района Твери.
В 1997 году — 32 хозяйства, 76 жителей. В 2002 году — 63 жителя.